# Formalina

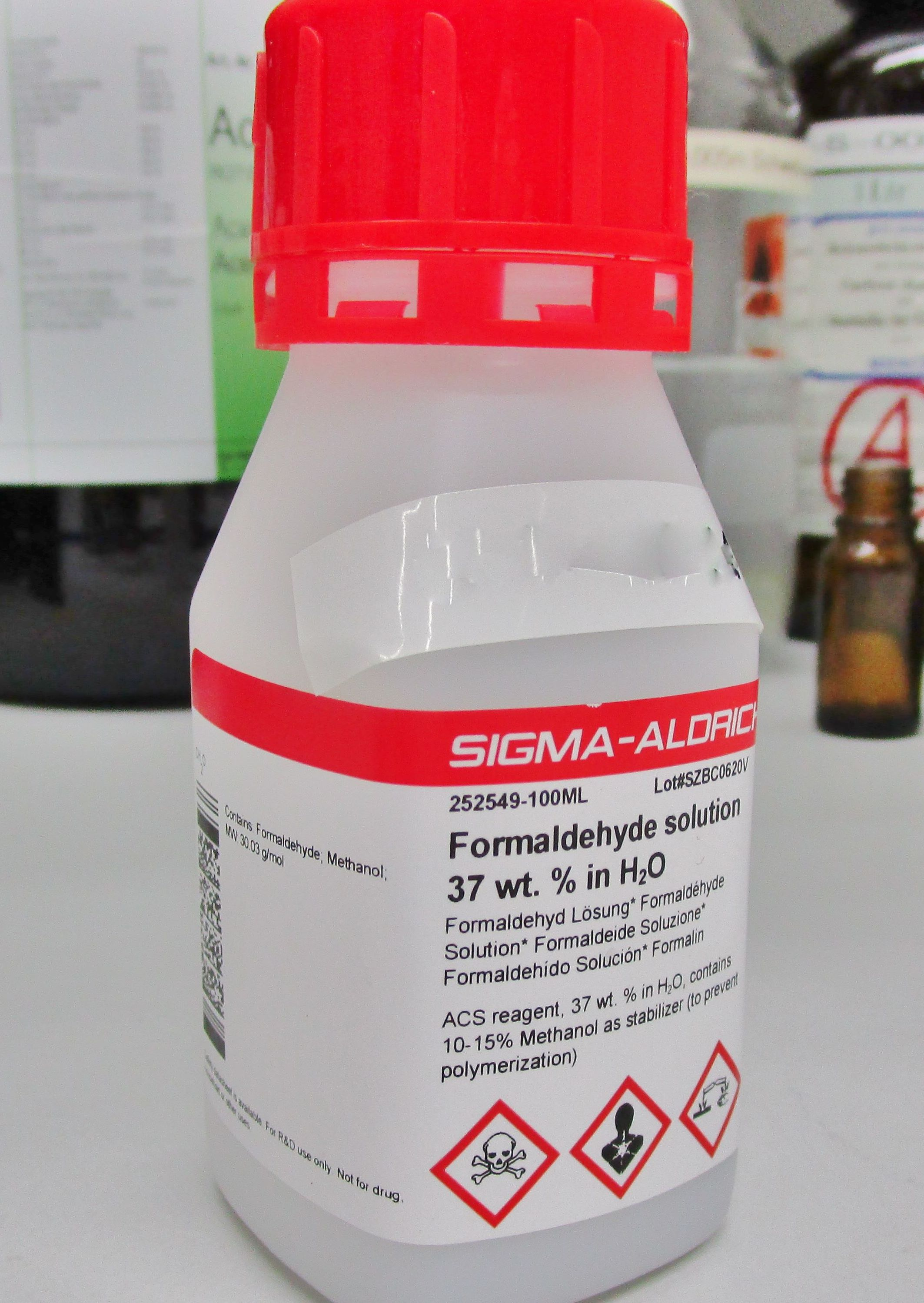
37% roztwór formaldehydu

Formalina – nasycony (35–40%) roztwór wodny formaldehydu (aldehydu mrówkowego), bezbarwna ciecz o drażniącym ostrym zapachu i smaku, silnie toksyczna i bakteriobójcza (ścina białka zarówno strukturalne, jak i enzymatyczne).
Jako środek wygodniejszy w użyciu zastępuje sam formaldehyd, który w warunkach normalnych jest gazem. Miesza się z etanolem, służącym do jej stabilizowania (czysta formalina ma tendencję do polimeryzacji do trioksanu lub polioksymetylenu).

## Zastosowanie
Ma różne zastosowania w wielu rodzajach przemysłu chemicznego, tworzyw sztucznych i gumy, produkcji papieru i innych.
Stężona służy do wypalania brodawek i cyst. W wodnym rozcieńczeniu 1–2 procentowym stosowana jest jako środek antyseptyczny, odkażający i przeciwpotny. Ponadto używa się jej do konserwacji i przechowywania preparatów biologicznych, w stężeniu 3% do tkanek roślinnych, a 5% do anatomicznych preparatów zwierzęcych. Kilkuprocentowe roztwory wodne formaliny stosowane są w muzealnictwie do konserwacji, na przykład obrazów zawierających w farbach substancje białkowe, a w dawnej fotografii były środkiem ścinającym żelatynę, stanowiącą bazę emulsji fotograficznej (zarówno do błon, jak i papierów).